# Eden (Nordsee)
Der River Eden ist ein Fluss in der schottischen Council Area Fife.
Er entsteht durch den Zusammenfluss zweier Bäche westlich von Gateside nahe der Grenze zu Perth and Kinross und legt bis zu seiner Mündung in die Nordsee 48 km bei einem Höhenunterschied von 90 m zurück. Es handelt sich um den nördlicher verlaufenden der beiden bedeutendsten Flüsse von Fife.
Der Eden fließt in ostnordöstlicher Richtung und folgt dabei im Wesentlichen der Streckenführung der A91. Hierbei tangiert er die Ortschaften Auchtermuchty und Ladybank und durchfließt Cupar. Bei Guardbridge quert die A91 den Eden auf ihrem Weg nach St Andrews. Jenseits von Guardbridge weitet sich der Eden zu einem breiten, sandigen Ästuar und erreicht schließlich etwa drei Kilometer nördlich von St Andrews die Nordsee. Der Mündungsbereich wurde 1978 als Naturreservat deklariert. Im Winter siedeln dort Kasarkas und Pfuhlschnepfen.
Auf seiner Länge von 48 km weist der Eden nur eine geringe Höhendifferenz auf. Aus diesem Grunde ist seine Fließgeschwindigkeit, insbesondere unterhalb von Cupar, sehr langsam. Er besitzt zahlreiche Zuflüsse, die jedoch ausnahmslos nur geringe Wassermengen eintragen. Das Tal des Eden gilt als fruchtbar. Früher trat der Eden des Öfteren über die Ufer. Maßnahmen gegen Überschwemmungen wurden jedoch bereits im 19. Jahrhundert getroffen. Zu dieser Zeit waren Forellen im Eden anzutreffen, wohingegen Lachse auf Grund verschiedener Dämme dem Flusslauf nicht aufwärts folgen konnten.